# ウチュクルガン
ウチュクルガン (ラテン文字:Uchqoʻrgʻon, Uchkurgan, Uchkorgan、ウズベク語: Uchqo’rg’on / Учкўрғон、ロシア語: Уч-курган) はウズベキスタン・ナマンガン州の都市である。1989年の人口は23,772人、2012年の人口は36,145人となっている。州都のナマンガンから東北東に約38km、キルギスとの国境付近に位置する。都市名は「ウチクルガン」と表記されることもある。

## 概要
ウチュクルガンは1969年に都市として設立された。街では製綿事業や精油事業が盛んである。